# Elafiti-szigetek
Elafiti-szigetek (horvátul Elafitski otoci, olaszul Isole Elafiti) egy szigetcsoport Horvátországban, Dalmáciában, Dubrovniktól nyugatra. A csoport legnagyobb szigete Šipan, de ide tartozik még Lopud, Koločep (Kalamota), Jakljan, Ruda, Goleč és Crkvina, valamint néhány kisebb sziget és szikla, mint például Greben. Gyönyörű tájai és homokos strandjai sok turistát vonzanak. Naponta kompjáratok kötik össze Dubrovnikkal. A három legnagyobb szigeten számos kulturális és történelmi örökség, a dubrovniki nemesség által építtetett templom, kápolna és nyaraló található. Közülük sok magántulajdonban van és elhanyagolt.

## Neve
Bár a szigeteken már nem élnek szarvasok, a szigetcsoport nevét mégis nekik köszönheti (görögül ἔλαφος, elaphos = szarvas). Az e néven szereplő Elafita vagy Szarvas-szigeteket idősebb Plinius említette először az 1. században Naturalis Historia című munkájában. 

## Fekvése
A szigetcsoport Dubrovniktól nyugatra fekszik. Legnagyobb és egyben legtávolabbi szigete Šipan, melyen két település van: Šipanska Luka és Suđurađ, amelyek két szemközti öbölben találhatók. Koločep (vagy Kalamota) van a legközelebb Dubrovnikhoz. Közelsége miatt gyakori célpontja a dubrovnikiaknak. A szubtrópusi növényzet, a friss tengeri levegő, a hatalmas fenyőerdők és az olajfák rendkívül vonzóvá teszik ezt a szigetet. A harmadik nagyobb sziget Lopud, mely Šipan és Koločep között található, és a három közül a legfejlettebbnek mondható. Ezen a szigeten több népszerű strand van, amelyek közül a leghíresebb a homokos Sunj strand. 

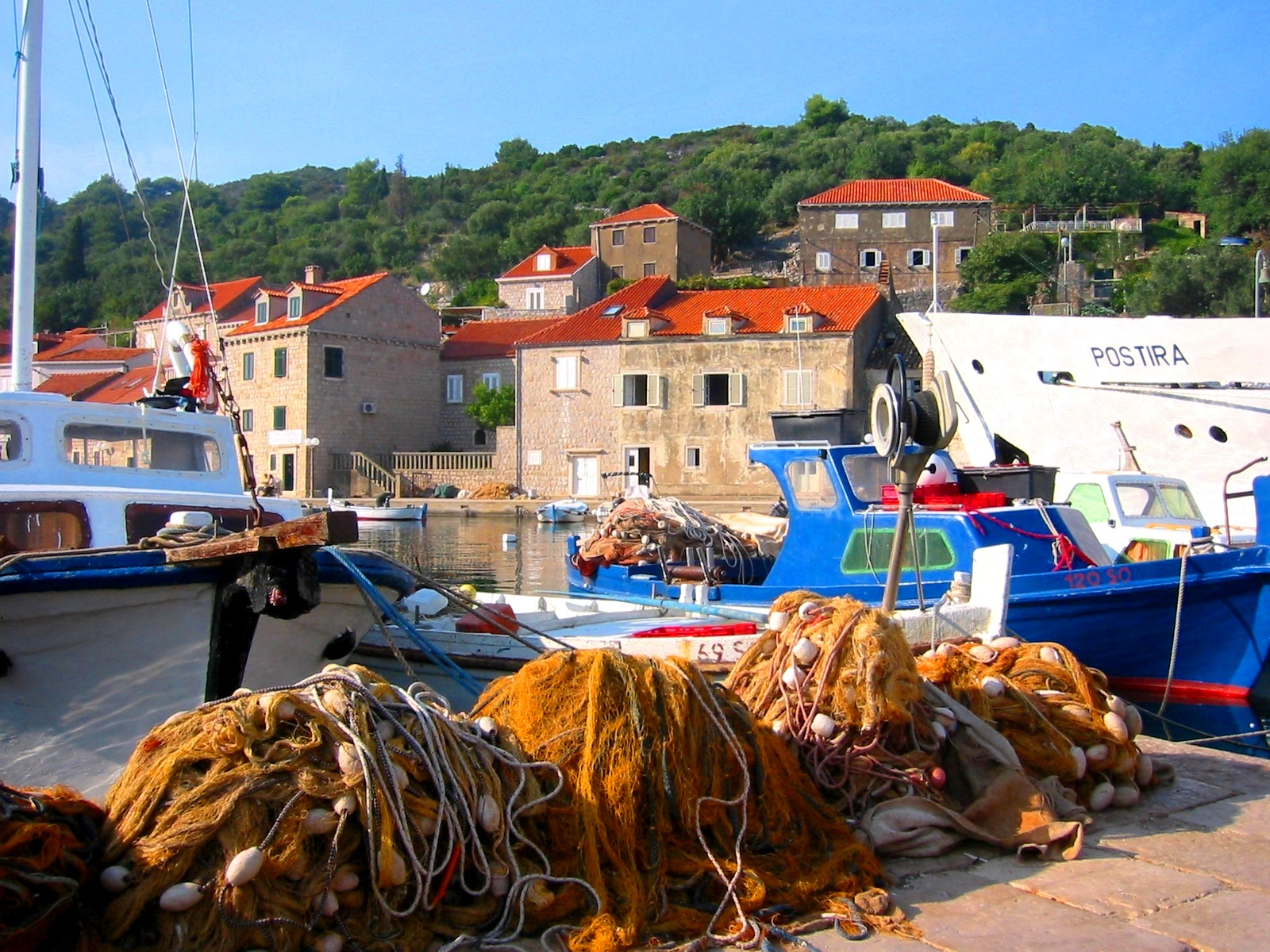
Suđurađ kikötője

A kisebb szigetek a következők: Daksa, Sveti Andrija, Ruda, Mišnjak, Jakljan, Kosmeč, Goleč, Crkvina, Tajan és Olipa. Néha Lokrumot is ide sorolják.
| Név           | Terület (km²) |
| ------------- | ------------- |
| Šipan         | 16,22         |
| Lopud         | 4,38          |
| Jakljan       | 3,07          |
| Koločep       | 2,44          |
| Olipa         | 0,902         |
| Lokrum*       | 0,72          |
| Ruda          | 0,296         |
| Tajan         | 0,111         |
| Crkvina       | 0,1           |
| Goleč         | 0,1           |
| Daksa         | 0,05          |
| Sveti Andrija | 0,036         |
| Mišnjak       | 0,025         |
| Kosmeč        | 0,024         |

*: nem mindenki tartja a szigetcsoport részének.

## Közlekedés
Az Elafiti-szigetek tengeri közlekedése a 20. század végéig gyenge volt. A hajók hetente két-három alkalommal, naponta egyszer közlekedtek. Horvátország függetlenségének kinyilvánítása óta, amikor ez a napi egyszeri kapcsolat egy ideig szünetelt, újjáéledt az utasok, a turisták és a kirándulók tengeri szállítása. 1997. december 18-án Šipanon befejeződött a suđurđi kompkikötő építése, amelyet az Újjáépítési és Fejlesztési Minisztérium valamint a sziget fejlesztési alapja finanszírozott. A munkálatok során egy ókori hajót is találtak, amelyen amforák és más edények töredékei voltak. Ma naponta négyszer közlekedik hajó Koločepbe, Lopudba és Suđurađra. 2011 júliusáig a hajó egészen Šipanska Lukáig közlekedett, de aztán a veszteséges üzemeltetés és a költségek csökkentése miatt úgy döntöttek, hogy a hajó Suđurađon kezdi meg és fejezi be útját. Koločepen és Lopudon egyáltalán nincs autó, de Šipanon a sziget két települése közötti 4 km-es távolság miatt van autóforgalom. 1998. október 22-én a dubrovniki Libertas busztársaság bevezette a Šipanska Luka-Suđurađ menetrend szerinti autóbuszjáratot. A kis buszt főleg az iskolás gyermekek szállítására használják.

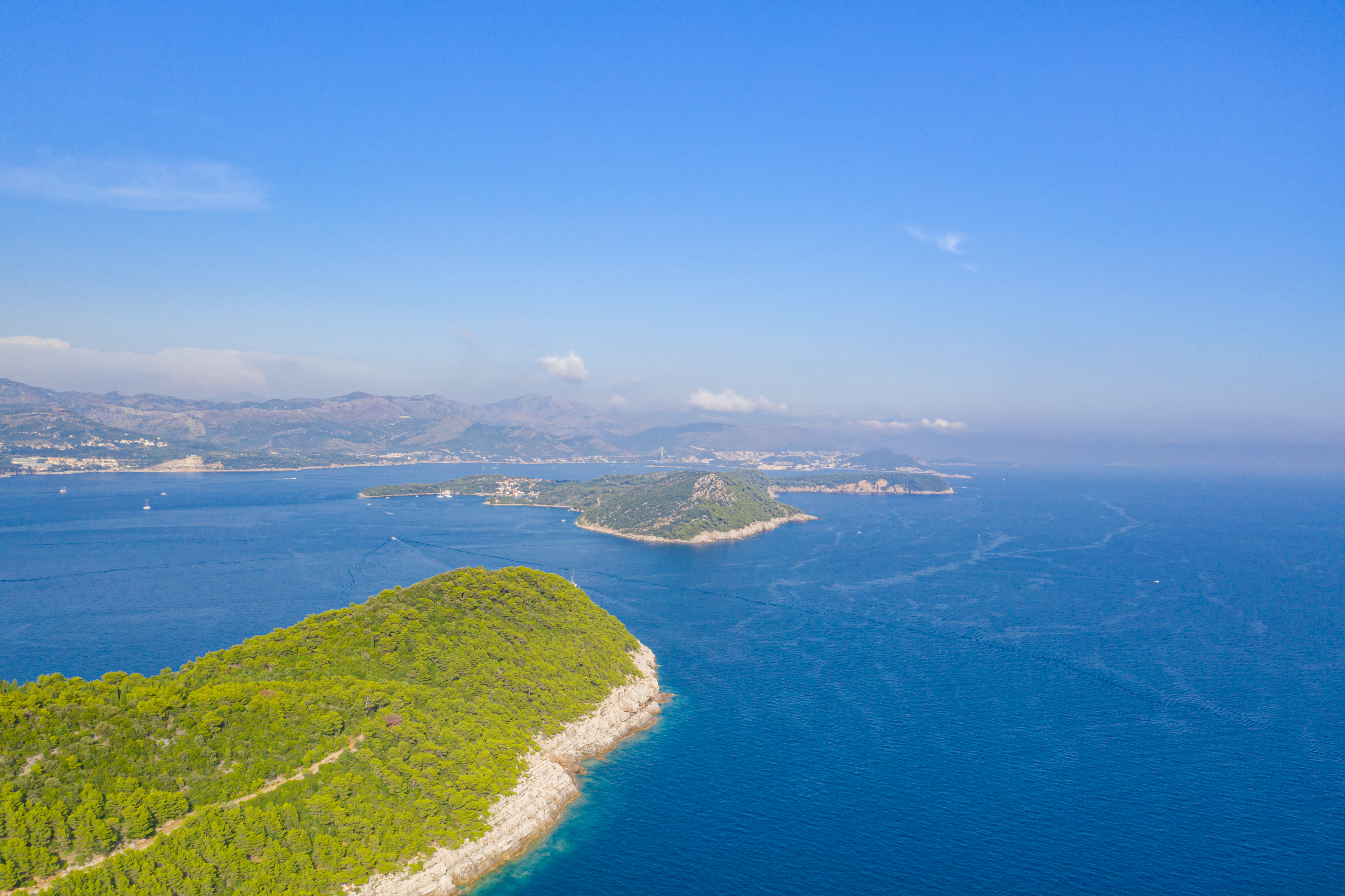
Koločep szigetének látképe

## Gazdaság
A kisszámú népesség elsősorban mezőgazdasággal, állattenyésztéssel, halászattal és vadászattal foglalkozik. A legtöbbet tartott háziállatok a sertések, a tehenek és a csirkék. A mezőgazdasági növények között az olajbogyó és a szőlő van túlsúlyban. Šipan szigete arról ismert, hogy területének arányában itt van a legtöbb olajfa a világon. 1999-ben rekord mennyiségű šipani olajbogyót termeltek, melyből összesen 15 930 kg-ot dolgoztak fel. Šipanska Luka közelében kijelölt vadászterület található, ahol a vaddisznókra vadásznak leginkább. A turisták nyáron vannak a szigeteken, télen pedig a szigetek általában üresen konganak. Lopudon a Lafodia luxusszálloda, Koločepen egy azonos nevű szálloda, Šipanska Luka városában a kis Šipan szálloda, Suđurađon pedig egy kis családi szálloda található. Lopud szigetén található egy Sunj nevű nagy homokos strand, amely kiválóan alkalmas a picigin és a strandröplabda játszására. Nyáron Dubrovnik helyi turisztikai ügynökségei egynapos kirándulásokat (piknikeket) szerveznek Elafitire a turisták számára. A szigeteken vannak üzletek, melyeket rendszeresen ellátnak alapvető árukkal. 1999 decemberében befejeződött a šipani olajgyár építése. 2000-ben megkezdődtek a šipanska lukai iskolaépület és a plébániaház felújításának munkálatai. A következő évben megkezdődött egy egészségügyi állomás építése, majd ugyanitt egy pékség és egy Suđurađon egy pizzéria nyílt meg. 

## Oktatás
A szigeteken regionális nyolcosztályos általános iskolák működnek. 

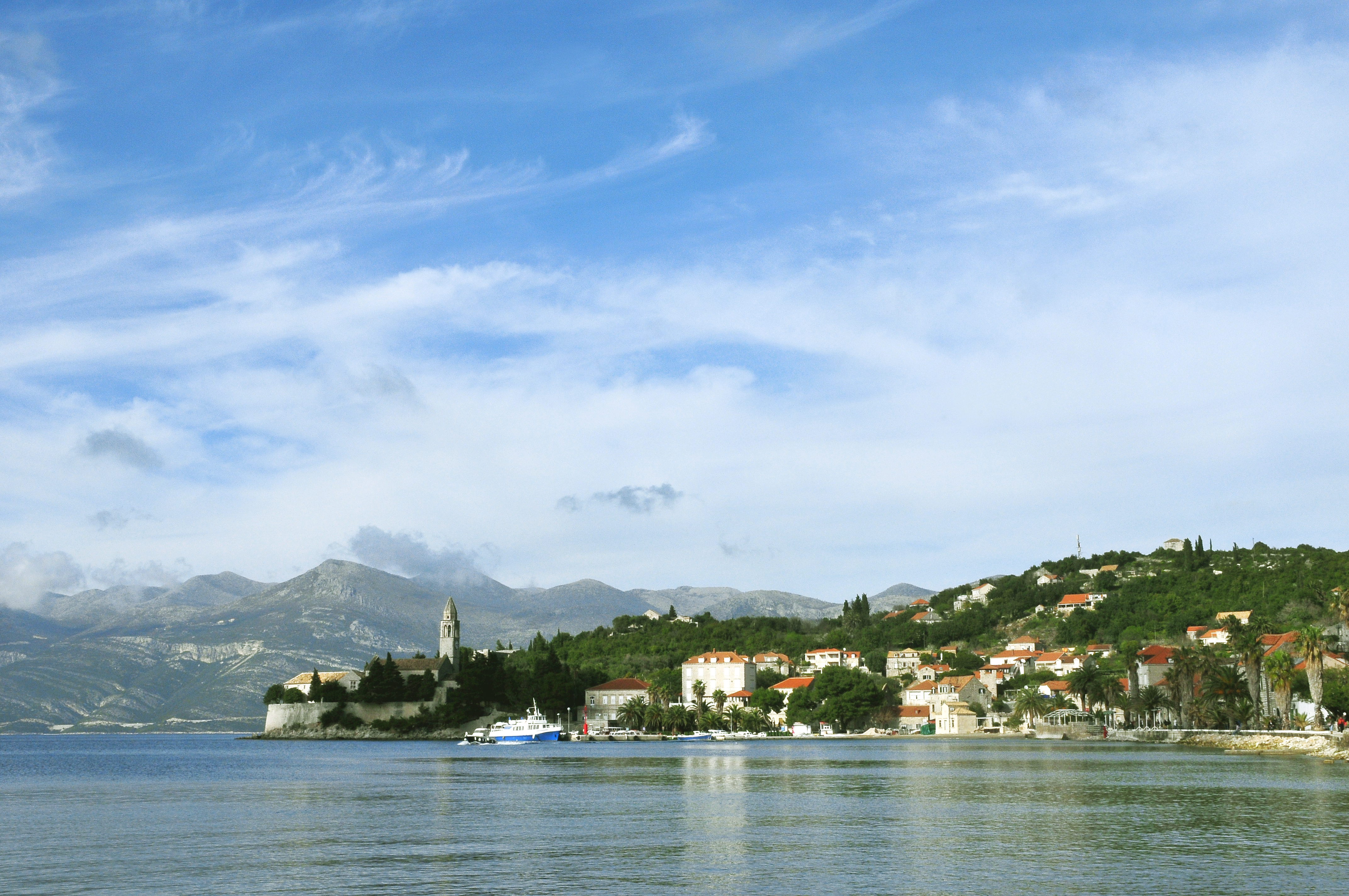
Lopud látképe

## Kultúra
A szigetcsoport minden lakott szigete számos kulturális és történelmi emlékkel rendelkezik, melyek többségét a Raguzai Köztársaság idejéből származó templomok, kápolnák és kúriák képezik. Közülük sok romos állapotban és magántulajdonban van. A 21. század elején újították fel Vice Stjepović-Skočibuha raguzai nemes 1563-ban épült nyaralóját. 
Koločep egész területén körülbelül 17 értékes kulturális műemlék található, többnyire kisebb templomok és kápolnák, amelyek a 16. századból származnak. Ezen túlmenően a legtöbb lakóépület és erődítmény értékes és nagyon vonzó példája a régi építészetnek. A donji čelói kikötő felett található Kaštio erőd pincéiben több száz ember kaphatott menedéket kalóz- és rablótámadások során. A Kaštio felső része mára teljesen megsemmisült, de a 30 m hosszú és 3 m széles pincék megmaradtak. A plébániatemplom felett található a Toreta torony, amely mindkét oldalán körülbelül 14 m magas és körülbelül 4 m széles. A torony bejárata felett van egy kis ablak, amelyen keresztül forró olajat, gyantát öntöttek a támadókra. 
Lopudon található a Šunji Miasszonyunk plébániatemplom (13. század), az egyházi múzeum, amely számos értékes tárgyat (festmények, ereklyetár a 8. - 9. századból, liturgikus tárgyak) őriz; a Szentháromság-templom (15. - 17. század), a ferences (1483-ban alapították, 1808-ban elhagyták) és a domonkos kolostor (1482-ben alapították, ma elhagyatva áll). Megtalálhatók a korai szláv templomok maradványai, Miha Pracat hajótulajdonos, Nikola Brautić püspök és a Đurđević család (16–17. század) nyaralói, valamint a kormányzói palota romjai. A spanyol Sutvrač (1563) erőd helyreállítását a Dubrovniki Régiségek Baráti Társasága tervezi. 
Šipanon 42 régi nyaraló, 34 templom és számos kápolna található. Suđurađ román kora előtti kora középkori temploma a Szent István templom, amelyet Stjepan Miroslav horvát király épített, 2012-ben felújították. A Pakljen-dombon is található egy templom, amely előtt nagyszerű kilátás nyílik az egész szigetre. A dombról láthatók a Dubrovnik partja menti dombok láncolatai, a Jakljan és a Mljet szigetek, a Pelješac-félsziget, a Rijeka Dubrovačka feletti dombok, és a dubrovniki Srđ hegy. Šipanska Lukában szintén találhatók ószláv eredetű templomok. Szipan szigetén található a Raguzai Köztársaság idejéből származó kormányzói palota is.

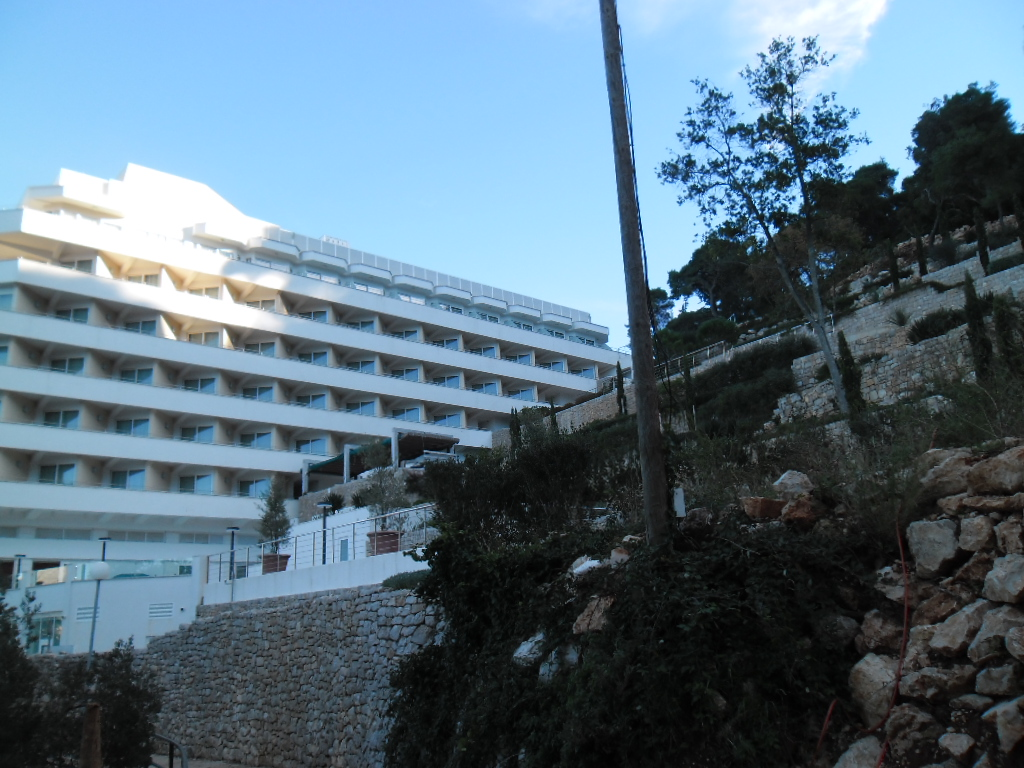
A lopudi Lafodija szálloda

## Sport
Az Elafiti nevű csapat rendszeresen fellép a dubrovniki strandok amatőr bajnokságában. 2007 óta vízilabdában rendezik meg az Elafiti Kupát, ahol minden lakott sziget amatőr csapata részt veszt. Suđurađon a Taurus, Šipanska Lukán pedig a Šipan vízilabdaklub működik, amely 2000-ben megnyerte a harmadik ligás horvát vízilabda bajnokságot.

## Fordítás
Ez a szócikk részben vagy egészben  az   Elafitski otoci című horvát Wikipédia-szócikk ezen változatának fordításán alapul.  Az eredeti cikk szerkesztőit annak laptörténete sorolja fel. Ez a jelzés csupán a megfogalmazás eredetét és a szerzői jogokat jelzi, nem szolgál a cikkben szereplő információk forrásmegjelöléseként.